# フリードリヒ＝ヨープスト・フォルカマー・フォン・キルヒェンジッテンバッハ
フリードリヒ＝ヨープスト・フォルカマー・フォン・キルヒェンジッテンバッハ（Friedrich-Jobst Volckamer von Kirchensittenbach、1894年4月16日 - 1989年4月3日）は、ドイツの陸軍軍人。最終階級は陸軍山岳兵大将。第二次世界大戦時にドイツ陸軍第16軍を率い、騎士鉄十字章を受章した。
1945年にクールラント・ポケットで赤軍の捕虜となった。ソ連により戦争犯罪で有罪とされ、1955年まで抑留された。

## 受賞歴
- 騎士鉄十字章：1944年3月26日、第8猟兵師団長 (中将) として[1]

### 引用
1. ↑  Fellgiebel 2000, p. 351.